# Парламентские выборы в Италии (1882)
Досрочные всеобщие парламентские выборы 1882 года прошли 29 октября (первый тур) и 5 ноября (второй тур). На них были выбраны 508 членов Палаты депутатов Королевства Италия. Победителем выборов стала правящая либеральная партия «Левая», представлявшая итальянскую буржуазию., получив почти 57 % мест в парламенте.
Активность избирателей по сравнению с предыдущими выборами вновь выросла, хоть и незначительно. В голосовании приняли участие 1 223 851 человек из 2 017 829 имевших право голоса (население Италии на тот момент составляло около 29 млн), таким образом явка составила 60,66 %.
Незадолго до выборов под давлением радикального крыла «Левой» и «Крайне левой» состоялась избирательная реформа. Были снижены возрастной (с 25 лет до 21 года) и имущественный (с 40 до 19,8 лир) ценз для избирателей, право голоса получили арендаторы земельных участков, вносившие не менее 500 лир арендной платы, а также те, кто платил не менее 150 лир за наём жилого помещения, мастерской или лавки. Основным стал образовательный ценз, благодаря чему мужчины имевшими как минимум законченное трёхлетнее начальное образование освобождались от имущественного ценза. В результате количество избирателей увеличилось более чем в три раза, от 621 896 до 2 017 829 человек. Одномандатные избирательные округа сменили многомандатные, в которых избирались от двух до пяти депутатов. Избиратели имели столько голосов, сколько избиралось депутатов, за исключением пятимандатных округов, в которых количество голосов было ограничено четырьмя.

## Результаты выборов
| Партия                            | Оригинальное название  | Голоса    | %     | Места |
| --------------------------------- | ---------------------- | --------- | ----- | ----- |
| «Левая»                           | итал. Sinistra         | 462 160   | 39,8  | 289   |
| «Правая»                          | итал. Destra           | 229 919   | 19,8  | 147   |
| «Крайне левая»                    | итал. Estrema sinistra | 53 415    | 4,6   | 44    |
| Другие кандидаты                  |                        | 441 258   | 35,8  | 28    |
| Недействительные голоса           |                        | 62 646    | –     | –     |
| Всего                             |                        | 1 223 851 | 100   | 508   |
| Зарегистрировано избирателей/Явка |                        | 2 017 829 | 60,66 |       |

1. ↑  Из них 19 мест заняли диссиденты «Левой», 9 независимые